# Орибо
Орибо (фр. Auribeau) насеље је и општина у Француској у региону Прованса-Алпи-Азурна обала, у департману Воклиз која припада префектури Апт.
По подацима из 2011. године у општини је живело 75 становника, а густина насељености је износила 10,0 становника/km². Општина се простире на површини од 7,5 km². Налази се на средњој надморској висини од 600 метара (максималној 1.122 m, а минималној 513 m).

## Демографија
| 1962. | 1968. | 1975. | 1982. | 1990. | 1999. | 2011. |
| ----- | ----- | ----- | ----- | ----- | ----- | ----- |
| 16    | 22    | 30    | 38    | 46    | 59    | 75    |

График промене броја становника у току последњих година